# Al-Arabi Kuwait
Al-Arabi (arapski: العربي الكويتي) je kuvajtski profesionalni nogometni klub iz grada Kuwaita. Klub je utemeljen 1960. godine. Klupske su boje zelena i bijela. Igraju svoje utakmice na stadionu Sabah Al Salem Stadium, koji može primiti 26 000 gledatelja.
Osvojili su kuvajtsko prvenstvo 17 puta, a zadnji put je to bilo 2021. godine.

## Klupski uspjesi
Kuvajtsko prvenstvo (17): 1962., 1963., 1964., 1966., 1967., 1970., 1980., 1982., 1983., 1984., 1985., 1988., 1989., 1993., 1997., 2002., 2021.
Kuvajtski kup (16): 
Pobjednik: 1962., 1963., 1965., 1966., 1969., 1971., 1981., 1983., 1992., 1996., 1999., 2000., 2005., 2006., 2008., 2020.  
Sudionik završnice: 1989., 1998.

## Vanjske poveznice
- (arap.) Službene klupske stranice